# Antun Mezdjić
Antun Mezdjić (*Zagreb, 5. travnja 1907. - †Zagreb, 15. svibnja 1981.), hrvatski -  slikar i likovni pedagog, dugogodišnji profesor na Zagrebačkoj likovnoj Akademiji.

## Životopis
Slikarstvo je studirao na Akademiji likovnih umjetnosti u Zagrebu 1926. – 1931. kod Becića, Babića i Krizmana). Nakon toga proveo je jednu godinu u Parizu 1933. – 1934. na usavršavanju. Po povratku u domovinu, slika, radi ilustracije i izlaže, pridružuje se Grupi Zemlji kao gost.  Slikarstvo Antuna Mezdjića bilo je iznad svega intimističko (portreti, pejzaži, mrtve prirode), pod velikim utjecajem Cézanna, kakva je uostalom i bila moda među tadašnjim akademskim slikarima.
1942. godine izlaže na Venecijanskom bijenalu zajedno s tadašnjom reprezentacijom likovnih umjetnika koji su izabrani da predstave Nezavisnu državu Hrvatsku; Bruno Bulić, Josip Crnobori, Jozo Kljaković, Slavko Kopač, Miroslav Kraljević, Ivan Meštrović, Antun Mezdjić, Antun Motika, Juraj Plančić, Josip Račić, Ivo Režek, Slavko Šohaj, Antun Augustinčić, Emanuel Vidović.
Nakon Drugog svjetskog rata primljen je za profesora slikarstva na Akademiji u Zagrebu 1946. gdje radio do umirovljenja 1971.
- Za svoj rad dobio je 1971. tadašnju najvišu republičku nagradu - Vladimir Nazor za životno djelo iz područja likovnih umjetnosti.[2]